# Parafia Narodzenia Najświętszej Maryi Panny w Centawie
Parafia Narodzenia Najświętszej Maryi Panny w Centawie – rzymskokatolicka parafia dekanatu Ujazd Śląski diecezji opolskiej.
Parafia mieści się przy ulicy Powstańców Śląskich. Prowadzą ją księża diecezjalni.

## Zasięg parafii
Do parafii należą wierni mieszkający w miejscowościach:
- Centawa
- Błotnica Strzelecka - 4 km
- Warmątowice - 7 km

## Duszpasterze

### Proboszczowie
- ks. Józef Thomys
- ks. Karol Wypiór
- ks. Jan Taras
- ks. Lucjan Mainka
- ks. Jan Czekański - od 1989-08-26 do 2022-08-24
- ks. Paweł Adamus - od 2022-08-24 do nadal

### Duchowni pochodzący z parafii
kapłani:
- ks. Gerard Obłonczek
- ks. Konrad Kobiński

siostry zakonne:
- s. Hieronima Zemela CSSE
- s. Irena Hajduk SMI

## Kościoły i kaplice na terenie parafii
- Kościół Narodzenia Najświętszej Maryi Panny w Centawie - kościół parafialny
- Kościół świętej Jadwigi Śląskiej w Błotnicy Strzeleckiej

## Cmentarze
Cmentarz parafialny w Centawie.